# Colonel Sun
Colonel Sun es una novela de Kingsley Amis publicado por Glidrose Publications el 28 de marzo de 1968 bajo el pseudónimo de "Robert Markham". Coronel Sun es la primera novela de James Bond publicada después de la muerte de Ian Fleming en 1964. Antes de escribir la novela, Amis escribió que otras dos obras Bond relacionadas, el estudio literario The James Bond Dossier y el libro humorístico The Book of Bond. Coronel Sun se centra en el operativo de servicio secreto británico James Bond y su misión para localizar a los secuestradores de M, su superior en el servicio secreto. Durante la misión él descubre un complot de la China comunista para provocar un incidente internacional. Bond, asistido por una espía griega trabajando para los rusos, encuentra a M en una pequeña isla del Egeo, lo rescata y mata a los dos principales conspiradores: Coronel Sun Liang-Tan y un excomandante Nazi, Von Richter.
Amis recurrió a unas vacaciones que había tomado en las islas griegas para crear un realista entorno griego y los personajes. Hizo hincapié en intrigas políticas en el argumento más que Fleming lo había hecho en las novelas Bond canónicas, añadiendo también venganza a las motivaciones de Bond al incluir el secuestro de M. A pesar de mantener un formato y una estructura similar a las novelas Bond de Fleming, Coronel Sun recibió críticas mixtas.
Coronel Sun fue serializado en el periódico Daily Express en 1968 y adaptado como una tira cómica en el mismo diario en 1969–1970. Elementos de la historia se han utilizado en la serie Bond de Eon Productions: la película de 1999 The World Is Not Enough utiliza el secuestro de M, mientras que el villano de la película de 2002 Die Another Day, el Coronel Tan-Sun Moon, debe su nombre al Coronel Sun Liang-Tan.

## Sinopsis
Secuestradores toman violentamente al jefe del servicio secreto británico M de su casa y casi capturan a James Bond, quien se encontraba de visita. Con la intención de rescatar a M, Bond sigue las pistas a Vrakonisi, una de las Islas del Egeo. En el proceso, Bond descubre los complejos planes político-militar del Coronel Sun del Ejército Popular de Liberación chino. Sun había sido enviado para sabotear una conferencia en el Medio Oriente de la que la Unión Soviética era anfitriona. Su intención es atacar la sede del Congreso y usar los cuerpos de M y Bond para culpar a Gran Bretaña por el desastre, llevando a una guerra mundial. Bond reúne a agentes soviéticos en Atenas y se dan cuenta de que no solo un tercer país está detrás del secuestro, sino que hay un traidor en la organización. Un ataque contra el cuartel general soviético mata a todos los agentes excepto Ariadne Alexandrou, una comunista griega. Agonizando, el líder soviético alienta a Bond y Ariadne a trabajar juntos para evitar un incidente internacional.
Ariadne persuade a Litsas, un excombatiente de la resistencia de la Segunda Guerra Mundial y amigo de su difunto padre para ayudarles diciéndole acerca de la participación en el complot del ex Nazi Von Richter. Intentando encontrar a M y al Coronel Sun, Bond casi es capturado por los rusos, pero es salvado por Litsas. Finalmente, Bond encuentra la sede de Sun, pero es incapacitado por uno de los hombres de Sun; Bond se entera de que Von Richter utilizará un mortero para destruir la sede del Congreso y que Bond será torturado por Sun, antes de su inevitable muerte. Sun lo tortura brutalmente, hasta que una de las chicas en la casa es ordenada por Sun de acariciar cariñosamente a Bond. En el proceso ella libera una de manos de Bond y le provee con un cuchillo. Ella le dice a Sun que Bond está muerto: cuando lo examina Bond apuñala a Sun. Luego él libera a otros cautivos quienes ayudan a Bond a detener a Von Richter. Sin embargo, Sun sobrevive la puñalada y mata a varios de los otros fugitivos. Bond persigue a Sun y lo mata en la confrontación. Los soviéticos agradecen a Bond por salvar su conferencia, ofreciéndole una medalla por su labor, que él rechaza humildemente.
- Datos: Q2448628